# Béla Szőkefalvi-Nagy
Béla Szőkefalvi-Nagy (Cluj-Napoca, 29 de julho de 1913 — Szeged, 21 de dezembro de 1998) foi um matemático húngaro.
Filho do também matemático Gyula Szőkefalvi-Nagy. Szőkefalvi-Nagy colaborou com Alfréd Haar e Frigyes Riesz, fundadores da escola de matemática de Szeged. Contribuiu com a teoria das séries de Fourier e teoria da aproximação. Suas mais importantes realizações foram em análise funcional, especialmente a teoria dos operadores em espaços de Hilbert. Foi editor chefe do Zentralblatt MATH, Acta Scientiarum Mathematicarum e Analysis Mathematica.
Foi laureado com a Medalha de Ouro Lomonossov de 1979. O Instituto de Matemática János Bolyai concede anualmente a Medalha Béla Szőkefalvi-Nagy.

## Livros
- Béla Szőkefalvi-Nagy: Spektraldarstellung linearer Transformationen des Hilbertschen Raumes. Berlim, 1942. 80 p.; 1967. 82 p.
- Frederic Riesz, Béla Szőkefalvi-Nagy: Leçons d'analyse fonctionnelle. 2ème éd. Akadémiai Kiado, Budapeste, 1953, VIII+455 pp.
- Ciprian Foiaş, Béla Szőkefalvi-Nagy: Analyse harmonique des opérateurs de l'espace de Hilbert. (Masson et Cie, Paris; Akadémiai Kiadó, Budapeste 1967 xi+373 pp.
- Béla Szőkefalvi-Nagy, Frederic Riesz: Funkcionálanalízis. Budapeste, 1988. 534 p. (Inglês: Functional Analysis (1990). Dover. ISBN 0-486-66289-6)

## Artigos selecionados
- Diagonalization of matrices over H∞. Acta Scientiarum Mathematicarum. Szeged, 1976
- On contractions similar to isometries and Toeplitz operators, com Ciprian Foiaş. Ann. Acad. Scient. Fennicae, 1976.
- The function model of a contraction and the space L’/H’, com Ciprian Foiaş. Acta Scientiarum Mathematicarum. Szeged, 1979, 1980.
- Toeplitz type operators and hyponormality, com Ciprian Foiaş. Operator theory. Advances and appl., 1983.
- Factoring compact operator-valued functions. Acta Scientiarum Mathematicarum. Szeged, 1985.

## À memória de Béla Szőkefalvi-Nagy
- Operator theory: advances and applications. Recent advances in operator theory and related topics : the Béla Szökefalvi-Nagy memorial volume : [memorial conference held August 2–6, 1999 in Szeged] / eds. László Kérchy et al. Basel ; Boston ; Berlin : Birkhäuser Verlag, 2001. XLIX, 670 p. (Operator theory : advances and applications ; 127.) ISBN 3-7643-6607-9